# 女流画家協会
女流画家協会(じょりゅうがかきょうかい)は日本の美術団体。1946年に「女流画家の団結により芸術的向上を図り，また新人の登竜門としての意味を以て展覧会を計画す」として桂ユキ子，雑賀文子，佐伯米子，桜井悦，桜井浜江，遠山陽子，仲田菊代，中谷ミユキ，藤川栄子，三岸節子，森田元子の11名の発起人により発足した。
1947年開催の第1回より年1回協会展を開催している。例年5月から6月にかけて上野の森美術館で協会展を開催。

## 協会展の主な受賞者
- 桂ユキ子（1949年)
- 宮原麗子（1952年）
- 野村千春（1952年）
- 入江一子（1953年）
- 福島瑞穂 （1960年）[2]
- 馬越陽子（1971）
- 遠藤彰子（1973年、1974年）[3]
- 宮原むつ美（1991年）